# Статут Каліша
Загальна хартія єврейських свобод, відома як Статут Каліша і як привілей Каліша, видана великопольським герцогом Болеславом Благочестивим 8 вересня 1264 р. у Каліші.
Закон надав євреям безпрецедентні законні права в Європі, включаючи виключну юрисдикцію з єврейських справ, єврейським судам, а також створив окремий трибунал з інших кримінальних справ, що стосуються християн та євреїв. Статут ратифікували наступні польські королі: Казимир III у 1334 р., Казимир IV у 1453 р. та Сигізмунд I у 1539 р.

## Витяги
Нижче наведені скорочені та перекладені уривки з 36 пунктів Статуту Каліша:
- 1. … Якщо єврея передано до суду, проти нього повинен свідчити не лише християнин, але й єврей, щоб справа могла вважатися справжньою.
- 2. … Якщо будь-який християнин подаватиме в суд на єврея, стверджуючи, що він заставив у нього цінні папери, а єврей це заперечує, то якщо християнин відмовляється прийняти просте слово єврея, єврей, давши присягу, повинен бути вільним християнського.
- 10. … Як покарання за вбивство єврея необхідне відповідне покарання та конфіскація майна.
- 11. … За страйк єврея застосовується звичне в країні покарання.
- 13. … Євреї не повинні платити за перевезення своїх померлих.
- 14. Християнин, знищуючи цвинтар, крім звичайних покарань, втратить майно.
- 17. … Будь-який єврей може вільно і безпечно ходити або їздити без будь-яких дозволів чи перешкод у нашому царстві. Вони сплачуватимуть звичайні мита так само, як це роблять інші християни, і нічого іншого.
- 22. … Якщо хтось із християн поспішно і самовпевливо глузує з їхніх синагог, такий християнин повинен буде заплатити і повинен заплатити нашому палатину своєму опікуну два таланти перцю в якості покарання.
- 30. … Жоден християнин не може в будь-який спосіб викликати будь-якого єврея до церковного суду, за будь-яке майно чи виклик, якого він викликає, а також єврей не повинен відповідати перед суддею в церковному суді, але єврей повинен його палатин, призначений на цей термін, і, крім того, вищезазначений палатин, разом із нашим губернатором на цей термін, будуть зобов'язані захищати та захищати цього єврея і забороняти йому відповідати на виклики церковного суду. Жоден християнин не повинен звинуватити єврея кровна наклеп.
- 36. … Євреям дозволяється купувати будь-які предмети, а також торкатися хліба та іншої їжі

## Критика
Польські дослідники проаналізувавши вихідні документи та стверджуючи, що як оригінал, так і його автентифіковані копії не можуть бути знайдені, а текст — підробка XV століття, зроблена в політичних цілях.

## Видання 20 століття
У 20-х роках польсько-єврейський художник і діяч Артур Шик (1894—1951) висвітлив Статут Каліша у циклі з 45 мініатюрних картин аквареллю та гуашшю. Окрім оригінальної латиниці, Шик переклав текст Статуту на польську, іврит, ідиш, італійську, німецьку, англійську та іспанську мови. У 1929 році мініатюри Статуту Шика виставлялися по всій Польщі, а саме в Лодзі, Варшаві, Кракові та Каліші. За підтримки польського уряду добірки мініатюр Статуту були виставлені в Женеві в 1931 р. У 1932 році Статут Каліша був опублікований як колекційний розкішний тираж обмеженим накладом 500 Оригінальні мініатюри Шика зараз знаходяться в фондах Єврейського музею (Нью-Йорк) .

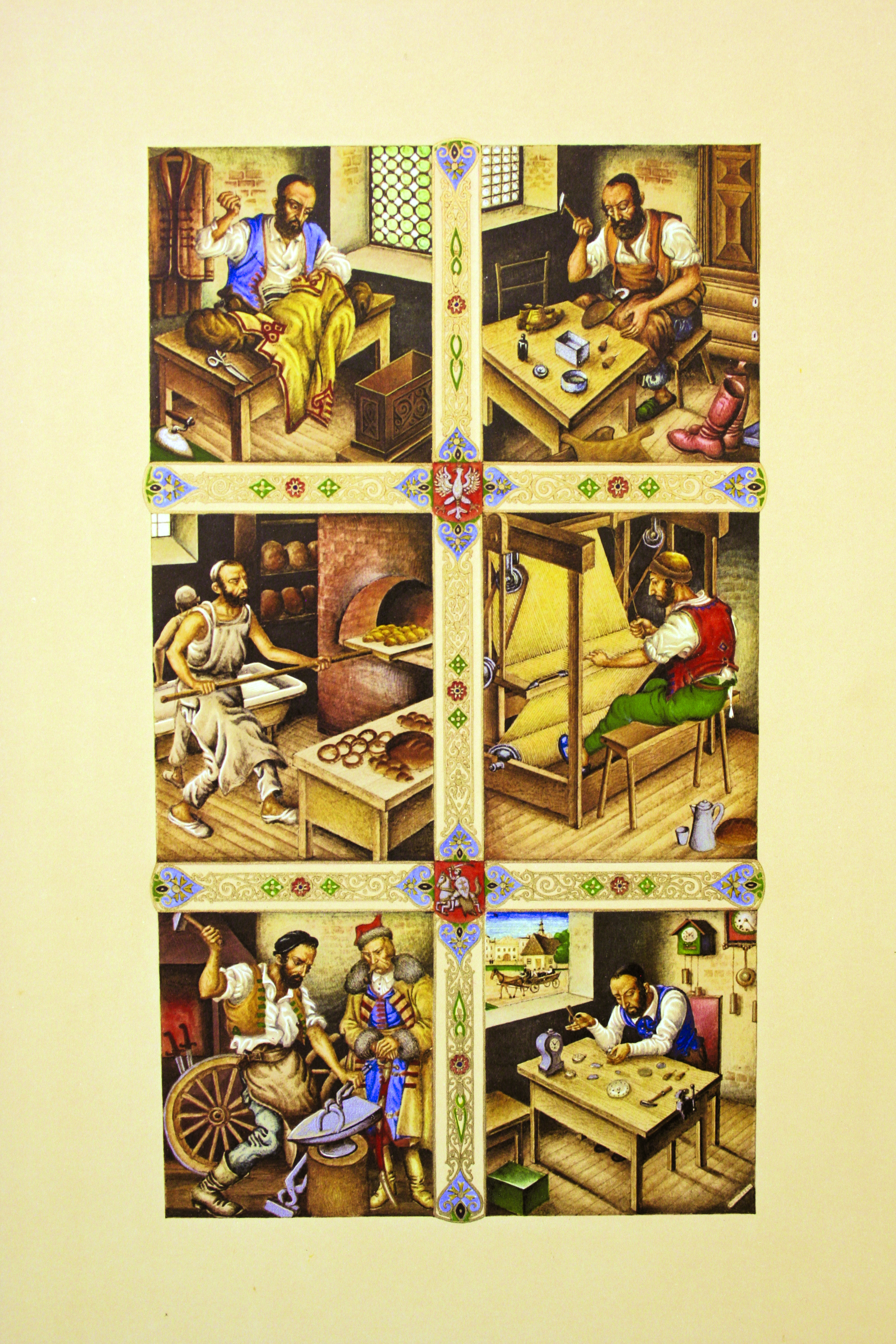
Артур Шик (1894–1951). Статут Каліша, єврейських ремісників і торговців (1927), Париж
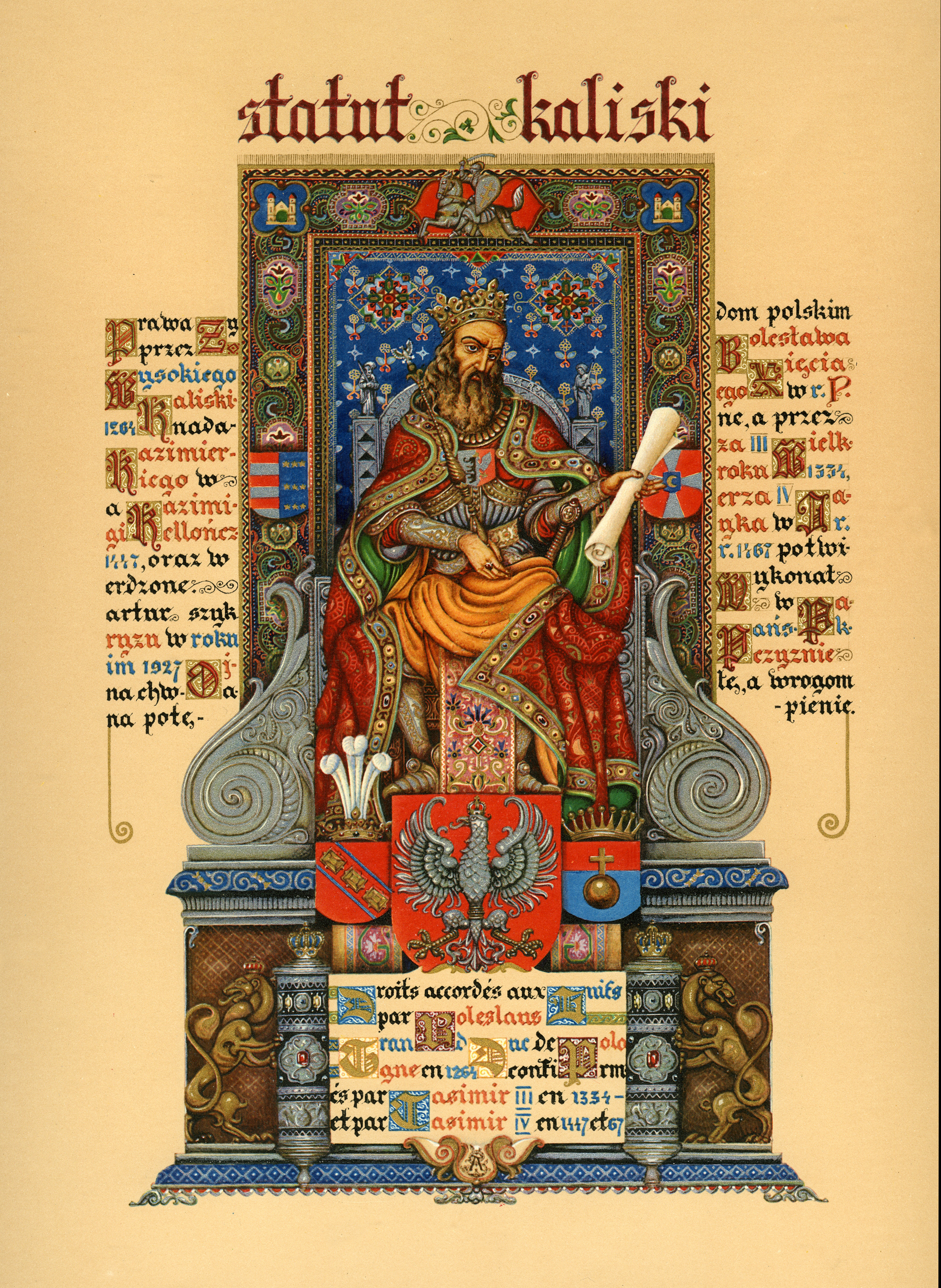
Артур Шик (1894–1951). Статут Каліша, фронтиспис (Казимир Великий) (1927), Париж
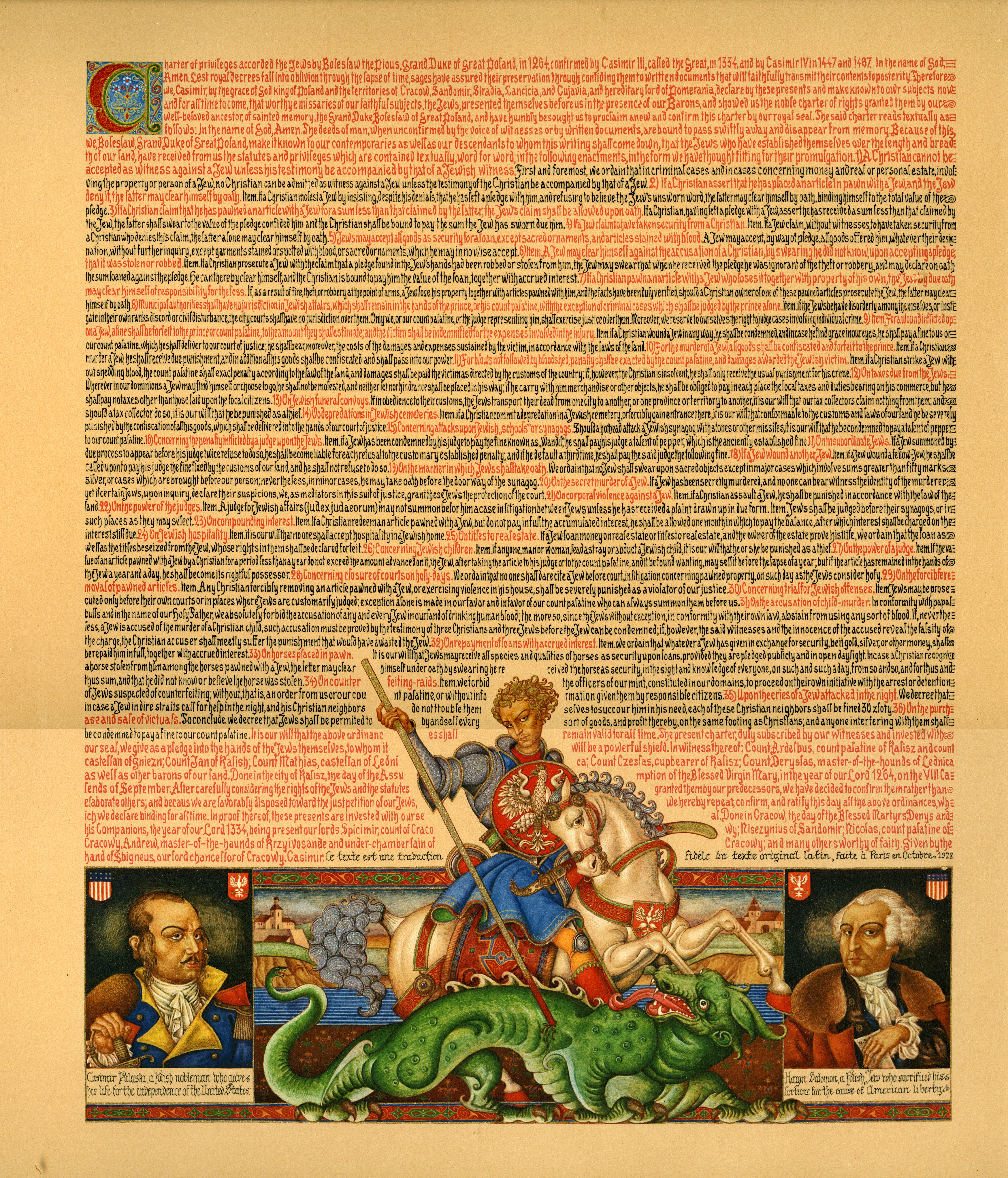
Артур Шик (1894–1951). Статут Каліша, англійська сторінка (1927), Париж